# YASSA
YASSA (Југословенски Асортиман Спортских Артикала) је компанија која се бави производњом спортске опреме. У време СФРЈ, њихова одећа се налазила у ормарима оних особа који су желели да изгледају и спортски и модерно.

## Историја
Све је почело 70-их година прошлог вела. ВИС из Вараждина је одлучио да свом асортиману дода спортску одећу и постао озбиљан конкурент на тржишту. Та линија спортске одеће добила је назив YASSA. После две године припрема, рођен је први домаћи бренд спортске одеће. Њихов слоган је био: СПОРТ, РАДОСТ, ПРИЈАТЕЉСТВО.
Њихово прво појављивање на тржишту изазвало је пажњу потрошача и задовољило високе захтеве професионалних и рекреативних спортиста.
YASSA је убрзо постала партнер учесника летњих и зимских Олимпијских игара, а њено име се појавило на бројним домаћим и страним спортским догађајима као што су: Олимпијске игре у Монтреалу, Москви, Лејк Плесиду, Сарајеву, Сеулу и Медитеранске игре у Сплиту.

## Производи
Најпознатији производ биле су добро дизајниране и издржљиве тренирке, у социјалистички црвеној и плавој боји, с бијелим звездама на рукавима и ногавицама. Рекламирао их је Ђогани, тадашњи светски првак у диско-плесу.